# Fuerte Urbano
Fortificación en la localidad de Castelfranco Emilia, provincia de Módena (Italia).

Papa Urbano VIII.

Fue construido durante el papado de Urbano VIII (1623-1644) como parte de un fuerte rearme que éste llevó a cabo en los Estados Pontificios, aunque generalmente se le considera estratégicamente mal situado. Estas construcciones deben entenderse en el contexto de la guerra de los Treinta Años contra la emergente religión protestante.
En 1798, las tropas de los Estados Pontificios se rindieron al ejército francés de Napoleón en este fuerte, terminando con el papado de Pío VI y dando lugar a la República Romana (1798-1799).
- Datos: Q3748656
- Multimedia: Forte Urbano / Q3748656